# 邵辅忠
邵辅忠（？—?），字广益，号上葵，浙江定海人（今宁波北仑人），明朝大臣。赠太子太保。官至正二品。

## 生平
邵辅忠為万历二十二年（1594年）甲午科浙江鄉試舉人，二十三年（1595年）联捷乙未科三甲一百五名进士。吏部觀政，授常州府推官。二十九年升刑部主事，三十二年丁憂，三十六年補工部主事，三十七年八月与刑科给事中彭惟成典山东乡试，同年升工部员外郎、屯田司郎中，参论总督漕运户部尚书李三才。三十八年养病，本年丁憂，四十三年補工部郎中，四十六年四月改任光禄寺丞，四十八年升尚寶司少卿，天啓元年（1621年）二月升顺天府丞，十一月与刑科给事中毛士龙相讦，士龍革职，輔忠閑住。五年二月以原官起用，十二月升通政使司左通政，六年闰六月升太常寺卿管少卿事，十月加升兵部尚書，十二月管左侍郎添注事，七年二月护送桂王之藩。八月以大工加恩，加太子太保。崇祯二年（1629年）革职为民。
邵辅忠初依附浙党，初为阁臣沈一贯亲信。工部郎中任上，弹劾李三才“大奸似忠，大诈似直，列具贪伪险”四大罪状，御史徐兆魁也跟着弹劾李三才。而李三才连上四疏，极力为自己辩护。可见当时党争之剧烈。与孙杰因“匿名榜”，兴大狱，迫害东林党人。
曾与姚宗文、陆卿荣、郭巩等十三人，受徐大化举荐，受事于魏忠贤。顺天府府丞任上，弹劾汪文言，因此其监生资格被剥夺。
天启五年（1625年），出任兵部尚书。

## 轶事
曾借助《易經》研究天主教。

## 著作
- 《补陀山志》
- 《舟山志》 （一称《翁山志》） 4卷，茂苑、何汝宾纂，邵辅忠校，天启六年（1626年）
- 《天學說》[4][5][6]

## 诗作
邵留有诗作多首，如《游补陀》、《莲洋午渡》、《题灵峰寺》等。

## 家族
曾祖邵锦。祖邵德，经历。父邵凤来，吏目。

## 外部連結
- 黃一農：〈邵輔忠《天學說》小考〉。

| 官衔          | 官衔                            | 官衔                             |
| ------------- | ------------------------------- | -------------------------------- |
| 前任： 閔廷甲 | 明朝常州府推官 1596年－1601年   | 繼任： 韓光祜                    |
| 前任： 阮大鋮 | 南明南京兵部尚書 1645年－1646年 | 空缺下一位持有相同頭銜者：魯可藻 |